# Dungeon Siege
Dungeon Siege [ˈdʌndʒən siːdʒ] (deutsch „Verlies-Belagerung“) ist eine Reihe von Fantasy-Action-Rollenspielen. Der gleichnamige erste Teil wurde 2002 veröffentlicht, am 26. November 2003 folgte die Erweiterung Dungeon Siege: Legends of Aranna (sie enthält das Hauptprogramm sowie das Add-on). Entwickelt wurde es von Gas Powered Games und Mad Doc Software, Publisher ist Microsoft.
Mit Dungeon Siege II am 16. August 2005 und Dungeon Siege III am 17. Juni 2011 wurden zwei direkte Nachfolger veröffentlicht. Auch erschien ein Ableger namens Dungeon Siege: Throne of Agony für die mobile Handheld-Konsole PlayStation Portable.
Im Jahr 2007 erschien mit Schwerter des Königs – Dungeon Siege eine filmische Umsetzung.

## Teile der Serie
- Dungeon Siege (2002)
  - Dungeon Siege: Legends of Aranna (2003)
- Dungeon Siege II (2005)
  - Dungeon Siege II: Broken World (2006)
- Dungeon Siege: Throne of Agony (2006)
- Dungeon Siege III (2011)

## Dungeon Siege
Der erste Teil erschien am 16. Mai 2002 für Windows; am 21. April 2003 folgte die Veröffentlichung für macOS. Das Spiel wurde von Gas Powered Games unter der Leitung von Chris Taylor entwickelt und durch Microsoft vertrieben.

### Spielprinzip
Ziel des Spiels ist es, ein Land von bösen und gefährlichen Kreaturen zu befreien. Dungeon Siege wird überwiegend mit der Maus gesteuert. Die bis zu acht Spielercharaktere werden durch Mausklicks gesteuert, auf die gleiche Weise greift der Spieler auch Gegner an oder interagiert mit Gegenständen. Die Tastatur wird nur für manche Tastenkombinationen benötigt, wie z. B. die Leertaste für Pause.
Das Action-Rollenspiel (Spielprinzip Hack and Slay) weist eine für seine Zeit detailreiche 3D-Grafik auf. Im Gegensatz zu vielen anderen Rollenspielen entwickeln sich die Charaktere nicht in festgelegten Stufen. Stattdessen steigt jede der (relativ wenigen) Eigenschaften individuell, je nach Grad ihrer Nutzung. Weitere Besonderheiten sind Heil- und Mana-Tränke, die sich nur so weit leeren, wie es die jeweilige Situation erfordert und ein Zauber, mit dem sich Gegenstände in Gold umwandeln lassen, sodass Gegenstände nicht erst zu Händlern gebracht werden müssen, um sie zu verkaufen. Allerdings sind die Erträge dieses Zaubers eher gering.

#### Waffen und Zauber
Grundsätzlich wird zwischen vier Waffen- und Zaubertypen unterschieden, zwischen denen ein Charakter schnell wechseln kann:
- Nahkampfwaffe (Dolch, Schwert, Axt, Hammer etc.)
- Fernkampfwaffe (Bogen, Armbrust, Shuriken oder Wurfmesser (ab DS 2) etc.)
- Naturzauber (Frostzauber, Blitzzauber (DS 1), Wesen beschwören, heilen, Attribute erhöhende Zauber, Erdzauber (DS 2) etc.)
- Kampfzauber (Feuerangriffe, einschläfern, Wesen beschwören, Blitzzauber (DS 2) etc.)

#### Fertigkeiten und Attribute
Bei Anwendung der Waffen bzw. Zauber steigt ein Charakter in den entsprechenden Fertigkeiten in Stufen von 0 bis 150, wobei nicht (wie in anderen Spielen) die Zahl der gelandeten Treffer, sondern das Ausmaß des verursachten Schadens entscheidet. Die höchste Fertigkeitsstufe 150 ist ohne „Cheaten“ fast unmöglich zu erreichen.
- Die Nah- und Fernkampfstufen erhöhen die Trefferquote der jeweiligen Waffen.
- Die Kampf- und Naturzauberstufen bestimmen, welche Zauber ein Held wirken kann.

Bei Anwendung steigt der Charakter in den Attributen Stärke, Geschick und Intelligenz ebenfalls in Stufen von 0 bis 150.
- Die Intelligenz und geringfügig auch Stärke und Geschick bestimmen das Mana (=Magie).
- Die Stärke, die Intelligenz und das Geschick bestimmen, welche Waffen ein Held anlegen kann.

Bei der Anwendung der Fertigkeiten verbessern die Attribute des Charakters mit folgender Skalierung:
|             | Nahkampf | Fernkampf | Naturmagie | Kampfmagie |
| ----------- | -------- | --------- | ---------- | ---------- |
| Stärke      | 64 %     | 25 %      | 9 %        | 13 %       |
| Geschick    | 27 %     | 62 %      | 18 %       | 17 %       |
| Intelligenz | 9 %      | 13 %      | 73 %       | 70 %       |

#### Spielmodi
Dungeon Siege ist sowohl ein Single- als auch ein Multiplayer-Spiel. Es kann mit bis zu acht Spielern sowohl online als auch über LAN gespielt werden. Als Spielmodi sind ein Koop-Modus und ein PvP-Modus verfügbar. Da der offizielle Multiplayer-Server Zonematch geschlossen wurde, ist nur noch die Verbindung über LAN und IP-Adresse möglich. Einige Spieler haben deshalb als Ersatz für den Zonematch-Server Hamachi-Verbindungen eingerichtet.

### Technik

#### Ports des Mehrspielerteils
Um das Spiel im Mehrspielermodus spielen zu können, müssen die UDP-Ports 6073 und 2302 bis 2400 offen sein. Bei Dungeon Siege ab Version 1.1 und Dungeon Siege: Legends of Aranna unter Windows XP kann die Konfiguration des Routers durch uPnP erfolgen.

### Erweiterungen

#### Dungeon Siege: Legends of Aranna
Das offizielle Add-on Dungeon Siege: Legends of Aranna erschien am 26. November 2003. Es wurde gemeinsam von Gas Powered Games und Mad Doc Software entwickelt und von Microsoft veröffentlicht. Es handelt sich um eine sogenannte Standalone-Erweiterung und enthält neben neuen Missionen auch das Basisspiel.

#### Modifikationen
Mit dem von Microsoft und Gas Powered Games entwickelten Dungeon Siege Toolkit (nur Windows) lassen sich Karten und Modifikationen für Dungeon Siege (Windows und macOS) entwerfen. Die Nutzung ist kostenlos und erstellte Karten dürfen frei vertrieben werden. Die bekannteste Karte ist Yesterhaven, die vom Entwickler Gas Powered Games selbst entwickelt wurde und auf den Datenträgern von Teil 1 bereitliegt (Windows und macOS). Auch viele Fansites bieten eigene Mini-Maps und Mods an, so zum Beispiel die Inventar-Mod, die das Inventar um ein Vielfaches vergrößert. Diese Mod wurde entworfen, da Spieler im Multiplayer-Modus kein Maultier kaufen können.
Die Engine von Dungeon Siege diente auch als Grundlage für die Projekte Ultima 5 Lazarus und The Ultima VI Project. Es handelt sich um Umsetzungen der Computer-Rollenspiele Ultima V und VI für die Dungeon-Siege-Engine. Besitzer von Dungeon Siege können diese von Hobby-Entwicklerteams erstellten Total Conversions kostenlos herunterladen und spielen.

## Dungeon Siege II
Dungeon Siege II erschien am 16. August 2005 in den USA und am 2. September 2005 in Europa. Das Spiel wurde von Gas Powered Games entwickelt und von Microsoft Game Studios veröffentlicht. Die Veröffentlichung der Erweiterung Dungeon Siege II: Broken World erfolgte am 22. August 2006 durch den Publisher 2K Games.
Über die Eingabe von Codes, die aus dem CD-Key von Broken World und der Seriennummer der PSP, mit der der PSP-Ableger Throne of Agony gespielt wird, bestehen, können Gegenstände zwischen den beiden Spielen ausgetauscht werden.

### Sonstiges
- Dungeon Siege II nutzt die Schnittstelle DirectSong.

## Dungeon Siege III
Im Juni 2010 wurde die Weiterführung der Spielereihe offiziell bestätigt. Nach der Übernahme der Namensrechte durch den japanischen Publisher Square Enix erhielt der amerikanische Rollenspiel-Entwickler Obsidian Entertainment den Auftrag für die Entwicklung von Dungeon Siege III. Chris Taylor übernahm bei der Entwicklung lediglich eine beratende Funktion. Das Spiel erschien am 17. Juni 2011 für Windows-PC, Xbox 360 und PlayStation 3.
Die Geschehnisse von Dungeons Siege III ereignen sich etwa 150 Jahre nach der Handlung von Dungeon Siege. Die 10. Legion, die über 400 Jahre für die Sicherheit des Königreichs Ehb gesorgt hatte, wurde durch Jeyne Kassynder nahezu ausgelöscht. Seitdem herrscht Krieg zwischen Kassynder und der Königsfamilie. Einige wenige Nachkommen der 10. Legion erhalten den Auftrag, weitere Überlebende und Unterstützer zu finden, um Kassynder abzuwehren.

## Dungeon Siege: Throne of Agony
Dungeon Siege: Throne of Agony ist ein eigenständiger Ableger der Serie. Das Spiel erschien im Vertrieb von 2K Games am 26. Januar 2007 exklusiv für die PlayStation Portable. Entwickelt wurde es von den SuperVillain Studios.
Das Spiel erhielt durchschnittliche Bewertungen (Metacritic-Wertung: 74 %). Die Wertungen deutscher Magazine lag dabei leicht über dem internationalen Niveau. (Critify-Wertung: 78 %)
Über die Eingabe von Codes, die aus dem CD-Key der Erweiterung Broken World für Dungeon Siege II und der Seriennummer der PSP, mit der Throne of Agony gespielt wird, können Gegenstände zwischen den beiden Spielen ausgetauscht werden.

## Weitere Veröffentlichungen

### Verfilmung
Auf Basis des Computerspiels drehte Regisseur Uwe Boll einen Fantasyfilm, der am 29. November 2007 als „In the Name of the King – A Dungeon Siege Tale“ (Deutscher Titel: „Schwerter des Königs – Dungeon Siege“) in die Kinos kam. In den Hauptrollen des etwa 60 Millionen US-Dollar teuren Filmes waren u. a. Jason Statham, Claire Forlani, Matthew Lillard, Ray Liotta, Kristanna Loken, Ron Perlman, Burt Reynolds und John Rhys-Davies zu sehen.
Laut Boll wurde der Film nicht schlicht „Dungeon Siege“ betitelt, da nur etwa 15 Minuten des Films tatsächlich in Höhlen (Dungeons) spielen. Außerdem folgt die Handlung des Films nicht der Spielhandlung. Die Produktion zog zwei Direct-to-Video-Fortsetzungen nach sich, die erneut von Boll inszeniert wurden: Schwerter des Königs – Zwei Welten (2011) und Schwerter des Königs – Die letzte Mission (2014).

### Comic
2005 erschien beim US-amerikanischen Comicverlag Dark Horse ein Comic zu Dungeon Siege mit dem Titel „Dungeon Siege: The Battle for Aranna“ über den bösartigen Antagonisten Zaramoth aus der Feder des Comicautors Paul Alden. Alle Kapitel des Comics stammen von unterschiedlichen Zeichnern. Diese sind Al Rio, Cliff Richards und Fabiano Neves.